# Al-Insān al-Kāmil

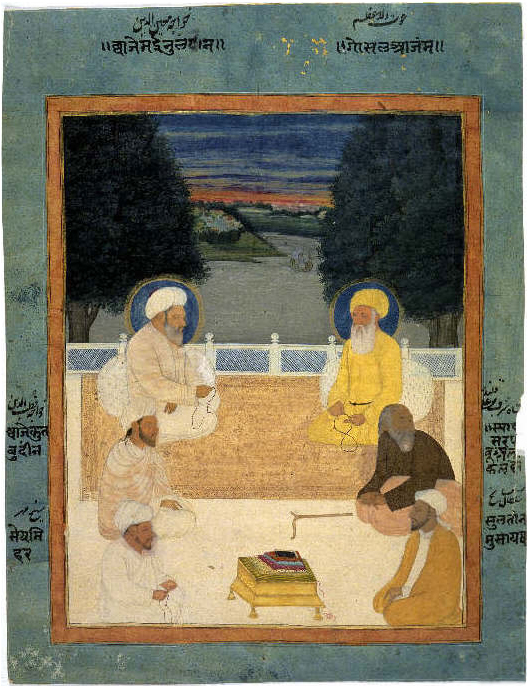
Des maîtres Soufis.

Al-Insān al-Kāmil (arabe : الإنسان الكامل, turc : İnsan-ı Kâmil, persan : انسان كامل — Insân-e Kâmil, littéralement « l'être humain complet ») est dans la théologie islamique, une expression qui qualifie Mahomet. On la traduit souvent par « l'homme parfait » ou encore « l'homme universel ». L'homme parfait par excellence est Mahomet. Mais plus fondamentalement, l'expression renvoie à la notion scolastique de Logos,.
Cette notion occupe une place importante dans le soufisme.

## Développement théologique
L'insân kâmil est le Verbe Éternel, et en tant que tel il est le « lieu-tenant » (le locus tenens, « celui qui tient lieu ») de Dieu, et le support des Noms divins. C'est à travers lui que le divin se fait connaître des créatures, et c'est à travers lui aussi qu'il les connaît. Mais en même temps, à travers lui, le divin se voile, faute de quoi l'éclat de sa majesté anéantirait la création. L'homme parfait a ainsi une fonction de médiateur entre Dieu et sa création, comme le point de suture entre les deux. Annemarie Schimmel reprend la même idée: Mahomet est l'homme parfait, dont Dieu a besoin pour être le médium à travers lequel Il peut se manifester lui-même pour être connu et aimé — une conception qui, ajoute-t-elle, qui a été développé sur un plan théologique par Ibn Arabi et ses successeurs, en particulier Abd al-Karîm al Jîlî à la fin du xive siècle.
L'insân kâmil est aussi le prototype de l'homme, son parfait modèle auquel l'être humain s'identifie dans son essence. Cependant, cette identité est surtout une identité par participation, et il n'appartient donc tout homme de manifester réellement cet homme universel. En fait, à chaque époque, seul un être, un élu, en est la pleine manifestation. Dans le soufisme, on parle en général de Pôle (arabe : قُطْب) autour duquel tourne l'univers, et vers qui tous les êtres se tournent. Pour chaque époque, ce Pôle est le grand saint, le guide de la hiérarchie initiatique, et il peut être invisible ou connu. Mais dans l'un et l'autre cas, il est l'ombre de Dieu sur la terre, et son véritable « lieu-tenant » (arabe : خَليفة الله في الأَرْض « khalîfat Allâh fi-l-'ard »). Mais si chaque époque a son Pôle, il existe une hiérarchie entre les pôles du passé, du présent et du futur, et le Pôle des Pôles ne peut être que Mahomet, le Sceau des Prophètes.
Le Prophète est donc par excellence l'être parfait ou universel car « il a réalisé tous les degrés de l’Être et porte en lui, synthétiquement, tout l'univers. Il est le tout, hormis Dieu. » Et il est donc la manifestation la plus parfaite de l'insân kâmil, ce qui se traduit par cette injonction coranique (3:31) : « Dis: si vous aimez Dieu, suivez-moi, Dieu vous aimera! »

### Limites de cette conception
Il faut cependant noter que même si la perfection du Prophète permet, d'une certaine manière, de le comparer au Logos de la théologie chrétienne, l'Homme Universel reste 'abdu-hu (arabe : عَبْدُهُ), le serviteur de Dieu et sa créature. L'orthodoxie musulmane a d'ailleurs vu avec un certain malaise la montée, au cours des siècles, de la vénération mystique envers le Prophète, même s'il est l'homme parfait, certains voyant là une exagération contraire à l'esprit de l'islam, relevant que l'axe de cette religion n'est pas Mahomet mais bien le Verbe de Dieu révélé dans le Coran. 

### Sources
- Abd al-Karîm al Jîlî (Extraits du livre Al-insân al-kâmil traduits de l'arabe et commentés par Titus Burckhardt), De l'Homme universel, Paris, Dervy-livres, 1953, 98 p.
- 'Azîzoddîn Nasafî (traduit du persan et présenté par Isabelle de Gastines), Le livre de l'Homme Parfait : Kitâb al-Insân al-Kâmil, Paris, Fayard, coll. « L'espace intérieur », 1992, 380 p. (ISBN 978-2-213-01412-8, présentation en ligne)

### Études
- (en) Gerhard Böwering, « ENSĀN-E KĀMEL », sur iranicaonline.org, Encyclopædia Iranica, 2011 (consulté le 26 février 2023)
- (en) William Chittick, « The Perfect Man as the Prototype of the Self in the Sufism of Jami », Studia Islamica, no 49,‎ 1979, p. 135-157 (lire en ligne)

- Christian Bonaud, Le soufisme : "al-taṣawwuf" et la spiritualité islamique, Paris, Maisonneuve et Larose, coll. « Collection Islam-Occident », 1991, 155 p. (ISBN 978-2-706-81607-9), p. 28-32
- (en) Reynold A. Nicholson, Studies in Islamic Mysticism, Cambridge, 1921, 282 p. (lire en ligne), p. 77-142 (“The Perfect Man”)
- Toshihiko Izutsu (trad. de l’anglais par Marie-Charlotte Grandry), Unicité de l’existence et création perpétuelle en mystique islamique, Paris, Les Deux Océans, 2017 (1re éd. 1980), 145 p. (ISBN 978-2-866-81093-1)